# Alžběta Seymourová
Alžbeta Seymourová (1513 – 19. března 1568) byla jedním z devíti dětí Johna Seymoura a Margery Wentworthové. Byla sestrou Jany Seymourové, třetí manželky Jindřicha VIII. Tudora.

## Život
Alžběta Seymourová se poprvé provdala za sira Anthony Ughtreda, který zemřel v roce 1534. Toto manželství bylo bezdětné. Později se Alžběta, spolu se svou sestrou Janou, stali dvorními dámami Anny Boleynové, která byla jejich sestřenice z druhého kolena. Po popravě Anny Boleynové a sňatku své sestry se Alžběta stala sestřinou hlavní dvorní dámou. V roce 1538 se provdala za Gregory Cromwella, syna Thomase Cromwella, essexského hraběte a hlavního ministra Jindřicha VIII. Měli spolu pět dětí. Alžběta se zúčastnila oficiálního přijetí Jindřichově čtvrté manželky Anny Klévské, která přišla z Německa v roce 1540. Po anulování tohoto čtvrtého Jindřichova manželství se stala dvorní dámou Jindřichově páté manželky Kateřiny Howardové. Po popravě Thomase Cromwella v roce 1540 za zradu a kacířství ztratila její rodina vliv a bohatství. Alžběta se pak stala dvorní dámou Jindřichovy šesté manželky Kateřiny Parrové. Po smrti Jindřicha VIII. v roce 1547 se její bratr Thomas Seymour tajně oženil s vdovou po králi Kateřinou, která následně v roce 1548 zemřela. Alžbětiny dva bratři, Thomas a Eduard, byli popraveni během vlády Eduarda VI. za zradu. Následně se opět stala vdovou po smrti Gregoryho Cromwella v roce 1551. O tři roky později se vdala potřetí, a sice za Johna Pauleta, markýze z Winchesteru.